# Liste des bateaux français inscrits à Brest 2000
Liste, non exhaustive, des bateaux  français inscrits à Brest 2000 présents en rade de Brest, dans la Penfeld et à la grande régate de Douarnenez du 17 juillet. Il y avait un peu plus de 1500 inscriptions.

## Marine nationale
- Charles de Gaulle : Porte-avions - 261,50 m - (1994)
- Latouche-Tréville : Frégate - 139 m - (1988)
- Pégase (M644) : Chasseur de mines - 51,50 m - (1983)
- Laplace : Bâtiment hydrographique - 59 m - (1988)
- D'entrecasteaux [1] : navire océanographique - 96 m - (1971)
- Cormoran (P677) [2]: patrouilleur - 54 m - (1995)
- Ouessant (S623) [3] : Sous-marin - 67,50 m - (1976)
- Thétis (A785) : Bâtiment d'essais - 59 m - (1988)
- Tigre (A754) [4] : Bâtiment-école - 43 m - (1983)

- Belle Poule : goélette à huniers - 37,5 m - (1932)
- Étoile : goélette à huniers - 37,5 m - (1932)
- La Grande Hermine : yawl - 18 m - (1932)
- Mutin : dundee - 33 m - (1927)

## Voiliers traditionnels
- André-Yvette : sloop à tapecul - 27 m - (1935)
- Ar Jentilez [5] : flambart (réplique) - 13 m - (1992)
- Belem : trois-mâts barque - 58 m - (1896)
- Belle Angèle  : lougre (réplique) - 24,50 m - (1991)
- Belote et Re : cotre aurique (ancien chalutier-thonier) - 25 m - (1957)
- Bergère de Domrémy [6] : sloop - 11 m - (1936)
- Cap Sizun : sloop-langoustier - 21 m - (1991)
- Crialeïs : sinago (réplique) - 10,65 m - (1990)
- Corentin : lougre chasse-marée - 32 m - (1992)
- Dalh-Mad : sloop de bornage(réplique) - 17 m - (1992)
- Enez Koalen : sloop - 14,50 m - (1989)
- Étoile Molène : dundee-thonier - 35 m - (1954)
- Jeanne J : chaloupe pontée(réplique) - 14 m - (1992)
- La Cancalaise : bisquine(réplique) - 32 m - (1990)
- La Granvillaise : bisquine(réplique) - 30 m - (1987)
- La Nébuleuse : dundee-thonier - 32 m - (1949)
- La Recouvrance : aviso-goélette - 42 m - (1991)
- Le Grand Lejon : lougre (réplique) - 20 m - (1992)
- Le Renard : cotre à huniers(réplique) - 30 m - (1991)
- Leier Eusa : sloop - 12,40 m - ()
- Lorette : dundee - 17 m - 1907
- Marche-Avec : cotre-sardinier - 17 m - (1991)
- Neire Mâove : goélette aurique (réplique) - 23 m - (1992)
- Notre Dame de Rumengol [7] : gabare - 22 m - (1945)
- La Pauline [8] : lougre (réplique) - 16,50 m - (1991)
- Popoff : ketch - 22 m - (1946)
- Président Pierre Mallet [9]: bac à voile d'Arcachon - 12,50 m - (1991)
- Reder Mor [10] : cotre de Carantec - 21 m - (1992)
- Sav-Heol : ketch - 10,50 m - (1958)
- Seiz Avel [11] cotre langoustier (réplique) - 13,50 m - (1984)

## Voiliers classiques et compétition
- Fleury Michon [12]: catamaran - 24,5 m - (1984)
- Formule Tag  : catamaran - 30,50 m - (1983)
- Hispania V [13] : yawl (André Mauric) - 15,15 m - (1969)
- Joshua : ketch bermudien - 16 m - (1962)
- Kaneveden [14] : monocoque bois - 10,45 m - (1958)
- Nan of Fife : yacht (plan Fife) - 24,95 m - (1896)
- Pen Duick : cotre aurique - 15 m - (1898)
- Pen Duick II : monocoque (ketch) - 13,60 m - (1864)
- Pen Duick V : monocoque (sloop marconi) - 10,67 m - (1968)
- Viola : cotre (plan Fife) - 16,25 m - (1908))

## Petite flottille
- Bar Avel : cotre Houari - 8,6 m - (1937)
- Belle de Vilaine : véritable chaloupe de Billiers - 9,8 m - (1994)
- Goeland : misainier - 7,20 m - (1947)
- Holl Avel (GV114450)[15] : cotre à corne - 11 m - (1958)
- Immaculée Conception : sloop - 10,5 m - (1952)
- Karreg-Hir (BR732721) [16] : cotre à corne - 6 m - (1989)
- La Barbinasse [17] : cotre (réplique) - 9 m - (1997)
- Marianne Toute Seule : cordier creux - 5,70 m - (1992)
- Marie-Claudine (BR787127Y) :chaloupe non pontée à 2 mâts (réplique) - 9,6 m - (1992)
- Mari-Lizig : chaloupe - 6,2 m - (1988)
- Morvac'h (BR267931) : cotre de Camaret - 6,5 m - (1974)
- Stérenn : chaloupe baleinière (réplique) - 9 m - (1998)
- Tan I Rer[18] : cotre aurique - 8,50 m - (1957)
- Ty-Gwenn : cotre houari - 8 m - (1937)

## Yole
- Aliénor de Jalles [19] : Yole de Ness - 6,90 m - (1994)
- Audouce : Yole de Bantry - 11,64 m - (2000)
- Benodet : Yole de l'Odet - 6,90 m - (1992)
- Fille de Loire [20] : Yole de Bantry - 11,6 m - (1986)
- Fraternité : Yole de Bantry - 11,64 m - (1986)
- Gwennili-Mor [21]: yole de Ness - 7 m - (1994)
- Laïssa Ana : Yole de Bantry - 11,64 m - (2000)
- Merzer : Yole d'Aboville - 9,50 m - (1981)
- Moby Dick : yole (Camaret) - (1988)
- Plougastel : Yole de l'Odet - 9,50 m - (1987)
- Plouenn : Yole de l'Odet - 6,90 m - (1993)

## Divers
- Abeille Flandre : remorqueur de haute mer - 68 m - (1978)
- Alizé : bateau de promenade
- Aimée-Hilda : ancien SNSM - 11,50 m - (1949)
- André Colin : vedette rapide Penn-Ar-Bed - 35 m - (1996)
- Buffle : remorqueur - 32 m - (1980)
- Kendalc'h : ancien fileyeur-plongée sous-marine - 13 m - (1980)
- Kéréon (A679) [22] : remorqueur portuaire - 25 m - (1992)
- Langoz : ancien chalutier - (1957)
- Mengam (Y640) [23] : remorqueur portuaire - 25 m - (1994)
- Vertrouwen : Tjalk - 29 m - (1903)
- Yvon Salaün : ancien canot SNSM - 14,50 m - (1954)